# Dilar grandis
Dilar grandis là một loài côn trùng trong họ Dilaridae thuộc bộ Neuroptera. Loài này được Banks miêu tả năm 1931.